# ميغيل سيلفيرا
ميغيل سيلفيرا هو لاعب كرة قدم برازيلي في مركز الهجوم، ولد في 26 مارس 2003 في فيلا فاليا في البرازيل. لعب مع نادي فاسكو دا غاما.

## وصلات خارجية
- ميغيل سيلفيرا على موقع إي إس بي إن إف سي (الإنجليزية)
- ميغيل سيلفيرا على موقع قاعدة بيانات كرة القدم.إي يو (الإنجليزية)
- ميغيل سيلفيرا على موقع Soccerway.com (الإنجليزية)
- ميغيل سيلفيرا على موقع عالم كرة القدم.نت (الإنجليزية)